# 比利亚瓦斯塔德瓦尔达维亚
比利亚瓦斯塔德瓦尔达维亚，是西班牙卡斯蒂利亚-莱昂帕伦西亚省的一个市镇。 总面积11平方公里，总人口40人（2001年），人口密度4人/平方公里。